# Casey McPherson
Casey McPherson (15 de setembro de 1978 em Lake Jackson, Texas) é um cantor, guitarrista e compositor estadunidense com base em Austin. Ele é o líder da banda Alpha Rev e vocalista do supergrupo Flying Colors, além de já ter tocado com o Endochine.
Casey cresceu em Jones Creek, também no Texas, onde ele estudou em casa. Aos 18 anos, seu pai cometeu suicídio. Ele foi treinado no piano clássico.
Em 2011, ele foi convidado a participar do Flying Colors, um supergrupo com o ex-baterista do Dream Theater Mike Portnoy, o guitarrista Steve Morse e o baixista Dave LaRue dos Dixie Dregs e o tecladista Neal Morse, ex-Spock's Beard.

## Discografia
com Endochine
- Day Two (2004)

com Alpha Rev
- The Greatest Thing I've Ever Learned (2007)
- New Morning (2010)
- City Farm: Roots (2011)
- Bloom (2013)

com Flying Colors
- 2012 Flying Colors
- 2013 Live in Europe
- 2014 Second Nature